# Eesti Muusikaauhinnad
Eesti Muusikaauhinnad (pol. Estońskie nagrody muzyczne) – nagroda przyznawana przez Estońskie Stowarzyszenie Producentów Fonograficznych. Pierwsza gala wręczenia statuetek została zorganizowana w 1998 roku, kiedy to kapituła wyróżniła statuetkami lokalnych artystów z największymi sukcesami na koncie.

## Kategorie

### Obecne główne kategorie
Nagrody przyznawane są w poniższych kategoriach.

- Debiutancki album roku
- Artysta roku
- Artystka roku
- Zespół roku
- Klasyczny album roku
- Jazzowy album roku
- Etniczny/Folkowy album orku
- Elektroniczny album roku
- Alternatywny/Indie album roku
- Metalowy album roku
- Hip-hopowy/Rapowy/R&B-owy album roku
- Rockowy album roku
- Popowy album roku
- Teledysk roku
- Najlepsza piosenka roku
- Album roku
- Wkład w muzykę estońską

## Ceremonie rozdania estońskich nagród muzycznych
| Lp. | Gala | Data             |
| --- | ---- | ---------------- |
| 1   | 1998 | 29 grudnia 1998  |
| 2   | 1999 | 3 marca 2000     |
| 3   | 2000 | 3 marca 2001     |
| 4   | 2001 | 3 marca 2002     |
| 5   | 2003 | 15 marca 2003    |
| 6   | 2004 | 3 marca 2004     |
| 7   | 2005 | 2 marca 2005     |
| 8   | 2006 | 19 marca 2006    |
| 9   | 2007 | 18 marca 2007    |
| 10  | 2008 | 1 kwietnia 2008  |
| 11  | 2009 | 19 marca 2009    |
| 12  | 2010 | 25 lutego 2010   |
| 13  | 2011 | 17 lutego 2011   |
| 14  | 2012 | 2 lutego 2012    |
| 15  | 2013 | 14 lutego 2013   |
| 16  | 2014 | 30 stycznia 2014 |
| 17  | 2015 | 15 stycznia 2015 |
| 18  | 2016 | 29 stycznia 2016 |
| 19  | 2017 | 26 stycznia 2017 |